# غنجينة (شيروان)
غنجینة (بالفارسية: گنجینه) هي مستوطنة تقع في إيران في قسم شیروان الريفي. يقدر عدد سكانها بـ 1004 نسمة بحسب إحصاء 2016.